# Pratola Peligna
Pratola Peligna é uma comuna italiana da região dos Abruzos, província de Áquila, com cerca de 7 815 habitantes. Estende-se por uma área de 28 km², tendo uma densidade populacional de 279 hab/km². Faz fronteira com Caramanico Terme (PE), Corfínio, Prezza, Raiano, Roccacasale, Salle (PE), Sulmona.

## Demografia
| Variação demográfica do município entre 1861 e 2011                               |
|                                                                                   |
| Fonte: Istituto Nazionale di Statistica (ISTAT) - Elaboração gráfica da Wikipedia |